# Alpinia okinawaensis
Alpinia okinawaensis là một loài thực vật có hoa trong họ Gừng. Loài này được Tawada mô tả khoa học đầu tiên năm 1987.